# 프로젝트 613형 잠수함
프로젝트 613형 잠수함(러시아어: Подводные лодки проекта 613)은 냉전 초기 소련에서 건조한 디젤 잠수함이다. 나토에서는 위스키급 잠수함분류하고 있다. 연안작전용으로 설계된 이 잠수함은 1951년부터 1957년까지 대량으로 건조되었다. 소련에서 215척이 건조되었고 43척이 다른 나라로 수출되었고, 중화인민공화국에서도 소련의 기자재로 21척이 건조되었다.

## 개발사
1942년, TsKB-18 설계국은 슈카급 잠수함을 대체하기 위한 잠수함의 설계를 시작하였고, 이 프로젝트는 프로젝트 608로 명명됐고, V. N. 페레구도프 기사가 맡게되었다. 당초 설계는 770~800톤 크기로 계획되었으나, 고객이 설계가 너무 크고 복잡하다고 지적하여 640~660톤의 크기로 변경되었다. 이 프로젝트와 동시에 제 194 공장 설계국이 프로젝트 608-1을 시작하였다.
1944년, 두 프로젝트가 조선 사무국에 제출했지만, 무장과 행동 반경이 요구 사항에 미치지 못해 모두 반려되었다.
1944년 7월 30일 핀란드만에서 독일의 VIIC급 U-250이 침몰했다. 10월, 27m 해저에서 침몰된 동함을 인양해 크론슈타트의 드라이 독에서 해체했다.
해군의 쿠츠네초프 제독은 1945년 1월은 아래의 프로젝트 608을 중단하고 톤수의 증가와 함께 독일의 잠수함 설계에 따른 프로젝트 613의 개시를 명령하였다.
전쟁이 끝난 후, 미완성의 완전 잠항식의 XXI급 잠수함을 단치히의 조선소에서 노획하였고, 1946년 봄에는 영국으로부터 4척의 완성된 XXI급 잠수함을 취득하였다. 그리하여 1946년 8월 전후 소련의 잠수함의 기초가 되는 프로젝트 613형의 기술 사양은 XXI급을 기본으로 하여 완전히 바뀌었다. 프로젝트 613의 스케치 작업은 1947년 10월, 도면 작업은 1948년 8월까지 완료됐다.

## 건조
프로젝트 613형 잠수함은 1951년에서 1957년 사이에 총 215척이 건조되었다. 이 중 115척은 고르키의 제 112 크라스노예 소르모보 공장에서, 76척은 니콜라이예프의 제 444 체르노모르스키 조선소에서, 19척은 상트페테르부르크의 제 189 발티스키 공장에서, 7척은 콤소몰스크나아무르의 제 199 레닌스코고 콤소몰라 공장에서 건조되었다. 건조속도는 매우 빨라서 거의 모든 잠수함 전단은 신형 잠수함을 수령할 수 있었고, 한해 건조량이 73대에 육박하기도 하였다. 프로젝트 613은 건조과정에서 자주 개량되었다.
최초로 생산된 잠수함은 고르키의 S-80과 레닌그라드의 S-61이었다.

## 구조

### 구획
프로젝트 613형은 복각식 선체구조를 가지고 있다. 방수격벽에 의해 7개 구획으로 나뉜다.
1. 선수 어뢰 및 탈출구획
2. 통신 및 주거구획
3. 지휘 · 통제 및 탈출구획
4. 축전지 및 장교 주거 구획
5. 디젤 엔진
6. 전기모터
7. 선미 어뢰 및 탈출구획

### 무장
613형은 기본적으로 어뢰 선수에 533mm 어뢰발사관 4문과 선미에 2문을 설치하였고, 어뢰 12발과 기뢰를 장비한다. 대공무장의 시기에 따라 경우 많은 변화를 보인다.
- 위스키 I - 함교에 25mm 대공 기관총 1기를 장비했다.
- 위스키 II - 57mm 기관포를 장비했다.
- 위스키 III - 대공무장이 모두 철거되었다.
- 위스키 IV - 스노켈 옆에 25mm 기관총이 추가되었다.
- 위스키 V - 함교가 유선형으로 변화하였다.

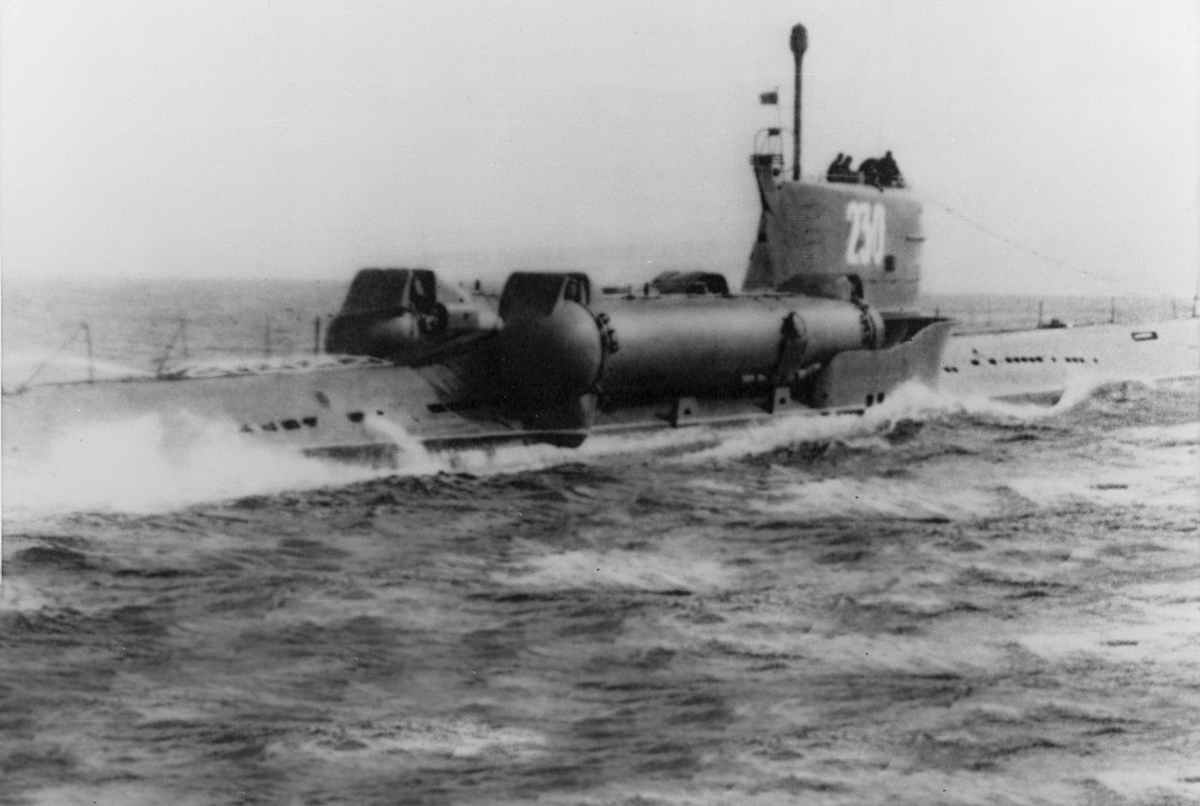
프로젝트 644형(위스키 트윈 실린더)

또한 613형은 프로젝트 P613(위스키 싱글 실린더), 644(위스키 트윈 실린더), 665(위스키 롱빈)형으로 개조되어 P-5 퍄툐르카(나토 코드: SS-N-3 샤독) 대함 순항미사일을 운용하게 되기도 하였다.

### 전자장비
건조 및 운영기간동안 프로젝트 613형의 전자장비는 좀 더 정밀한 것으로 개량되었다. FLAG 레이다는 수상의 표적을 탐지하고, Tamir-5P 능동 소나와 MARS-24KIG 수동소나(이후 Feniks로 대체)가 잠항시 목표를 제공 한다.

## 개량형
프로젝트 613은 새로운 무기를 시험하거나 함선의 성능을 향상시키는 등 여러 가지 목적의 개조가 많았다. 일부 개량 프로젝트는 실현되지 못했다.
| 프로젝트                 | 잠수함 | 수석 설계자         | 목적                                                                 | 신형 장비                       |
| ------------------------ | ------ | ------------------- | -------------------------------------------------------------------- | ------------------------------- |
| 613V                     | 27     |                     | 작전일수를 45일로 증가                                               |                                 |
| 613М                     |        |                     | 신형 무기 시스템을 시험                                              |                                 |
| S-384, 프로젝트 613Ts    |        |                     | 신형 무기 시스템을 시험                                              | 어뢰사용심도 70 м               |
| 613E 카트란              | 1      |                     | 연료전지 장착. S-296함에 장착했다.(일부 자료에서는 S-273 또는 S-293) |                                 |
| 640/위스키 캔버스 백     | 4      | Ye. E. 에프그라포프 | 장거리 레이다 시험(더욱 개량된 프로젝트 640Ts, 640U, 640T 개발)      | 카사트카 레이다                 |
| P-613/위스키 싱글 실린더 |        |                     | P-5 순항미사일 1발 장착                                              | P-5                             |
| 644/위스키 트윈 실린더   | 6      | P. P. 푸스틴체프    | P-5 순항미사일 2발 장착; 추가 개발 — 644D와 644.7                    | P-5 x2                          |
| 665/위스키 롱빈          | 6      | B. A. 레온티에프    | P-5 순항미사일 4발 장착                                              | P-5 x4, Syevyer-N665 항법시스템 |
| 613-A                    | 1      |                     | 미사일 시스템 시험                                                   | P-70 아메티스트                 |
| 613P-120                 | 1      |                     | 미사일 시스템 시험                                                   | P-120 말라히트                  |
| V613                     | S-229  |                     |                                                                      | R-11FM                          |
| 613D4                    |        |                     | 수중 탄도미사일 발사 시험                                            | R-21                            |
| 613D5                    |        |                     | 수중 탄도미사일 발사 시험                                            | R-27                            |
| 613D7                    |        |                     | 수중 탄도미사일 발사 시험                                            | D-7                             |
| 613RV                    |        |                     | 수중 발사 순항미사일의 시험                                          |                                 |
| 613S                     | S-43   | S. N. 야키모프스키  | 구조 장비 시험                                                       |                                 |

- S-148과 S-227의 2척은 해양생태계 연구용으로 개조되었다.[4]